# Gerazym (metropolita kijowski)
Gerazym (zm. 26 lipca 1435 w Witebsku) – metropolita kijowski w latach 1433–1435.

## Życiorys
Po śmierci metropolity kijowskiego Focjusza w 1431 wielki książę moskiewski Wasyl II Ślepy skierował w 1433 biskupa riazańskiego Jonasza do Konstantynopola w celu uzyskania zgody na objęcie przez niego katedry kijowskiej. W tym samym celu z Wielkiego Księstwa Litewskiego, od Świdrygiełły, wyjechał biskup smoleński Gerazym, i to on zyskał poparcie patriarchy. Gerazym otrzymał tytuł metropolity kijowskiego i całej Rusi, chociaż jego wybór nie został de facto uznany w Moskwie. Nigdy nie udał się do tego miasta, rezydując w Smoleńsku.
Początkowo Gerazym cieszył się poparciem Świdrygiełły i najprawdopodobniej odgrywał ważną rolę w projektowanej przez niego unii kościelnej między Kościołem łacińskim a prawosławną metropolią litewską. Następnie jednak stracił dotychczasowe wpływy. Świdrygiełło oskarżył go o prowadzenie wrogiej mu korespondencji z księciem litewskim Zygmuntem Kiejstutowiczem. Hierarcha został uwięziony w Witebsku i tam spalony na stosie 26 lipca 1435.